# Paal Kaasen
Paal Kaasen (* 14. November 1883 in Oslo; † 11. Juli 1963 ebenda) war ein norwegischer Segler.

## Erfolge
Paal Kaasen, der für den Kongelig Norsk Seilforening segelte, wurde 1920 in Antwerpen bei den Olympischen Spielen in der 6-Meter-Klasse nach der International Rule von 1919 Olympiasieger. Er war neben Ingolf Rød Crewmitglied der Jo unter Skipper Andreas Brecke, die mit dem belgischen Boot Tan-Fe-Pah von Léon Huybrechts nur einen Konkurrenten hatte. In drei Wettfahrten gewann die Jo die Goldmedaille. In der ersten Wettfahrt konnte die Yacht wegen eines Schadens am Mast nicht antreten. Die zweite und dritte Wettfahrt gewann sie und belegte damit den ersten Gesamtplatz.